# Puchar Panamerykański w Piłce Siatkowej Mężczyzn 2012
Puchar Panamerykański w Piłce Siatkowej Mężczyzn 2012- odbył się w Santo Domingo w Dominikanie w dniach 9-14 lipca 2012 roku. Była to siódma edycja turnieju. Wzięło w nim udział 8 zespołów z dwóch konfederacji.
Złoty medal zdobyła reprezentacja Stanów Zjednoczonych, która w finale pokonała Argentynę. Brązowy medal zdobyła natomiast reprezentacja Dominikany, która uzyskała prawo udziału w eliminacjach do Ligi Światowej 2013, ponieważ Stany Zjednoczone i Argentyna start w tych rozgrywkach miały już zapewniony.

## System rozgrywek
VII Puchar Panamerykański w Piłce Siatkowej Mężczyzn rozgrywany był według poniższego systemu
- W zawodach brało udział 8 zespołów.
- Zespoły zostały podzielone na dwie grupy, w grupach rozgrywki odbywają się systemem "każdy z każdym".
- Przy ustalaniu kolejności zespołów w tabeli decydują: punkty i liczba meczów wygranych, współczynnik punktowy (iloraz punktów zdobytych do straconych), współczynnik setowy (iloraz setów zdobytych do straconych).
- Drużyny z pierwszych miejsc w grupie automatycznie awansują do półfinału, drużyny z miejsc drugiego i trzeciego muszą rozegrać dodatkowy mecz o wejście do półfinału.

## Drużyny uczestniczące
| Grupa A                                       | Grupa B                                     |
| --------------------------------------------- | ------------------------------------------- |
| Argentyna Kanada Dominikana Trynidad i Tobago | Brazylia Meksyk Wenezuela Stany Zjednoczone |

## Faza grupowa
awans do półfinału
     awans do ćwierćfinału

### Grupa A
Tabela
| Lp. | Drużyna           | Mecze | Mecze | Mecze | Pkt | Małe punkty | Małe punkty | Małe punkty | Sety | Sety | Sety  |
| Lp. | Drużyna           | M     | W     | P     | Pkt | zdob.       | str.        | ratio       | wyg. | prz. | ratio |
| --- | ----------------- | ----- | ----- | ----- | --- | ----------- | ----------- | ----------- | ---- | ---- | ----- |
| 1   | Argentyna         | 3     | 3     | 0     | 10  | 311         | 271         | 1.148       | 9    | 5    | 1.800 |
| 2   | Dominikana        | 3     | 2     | 1     | 12  | 258         | 226         | 1.142       | 8    | 3    | 2.667 |
| 3   | Kanada            | 3     | 1     | 2     | 7   | 238         | 241         | 0.988       | 5    | 6    | 0.833 |
| 4   | Trynidad i Tobago | 3     | 0     | 3     | 1   | 185         | 254         | 0.728       | 1    | 9    | 0.111 |

Źródło: NORCECA
Punktacja: 3:0 – 5 pkt, 3:1 – 4 pkt, 3:2 – 3 pkt, 2:3 – 2 pkt, 1:3 – 1 pkt, 0:3 – 0 pkt
Zasady ustalania kolejności: 1. liczba zwycięstw, 2. liczba punktów, 3. stosunek małych punktów, 4. stosunek setów, 5. bilans w bezpośrednich meczach
Wyniki spotkań
| Data  | Godz. | Drużyna 1  | Wynik | Drużyna 2         | 1     | 2     | 3     | 4     | 5     | Widzów | *      |
| ----- | ----- | ---------- | ----- | ----------------- | ----- | ----- | ----- | ----- | ----- | ------ | ------ |
| 09.07 | 13:00 | Argentyna  | 3:2   | Kanada            | 25:20 | 17:25 | 25:23 | 25:19 | 16:14 | 100    | Raport |
| 09.07 | 19:00 | Dominikana | 3:0   | Trynidad i Tobago | 25:13 | 25:19 | 30:28 |       |       | 500    | Raport |
| 10.07 | 13:00 | Argentyna  | 3:1   | Trynidad i Tobago | 25:10 | 25:18 | 24:26 | 25:11 |       | 50     | Raport |
| 10.07 | 19:00 | Dominikana | 3:0   | Kanada            | 25:23 | 25:20 | 25:17 |       |       | 800    | Raport |
| 11.07 | 15:00 | Kanada     | 3:0   | Trynidad i Tobago | 25:15 | 25:22 | 25:23 |       |       | 100    | Raport |
| 11.07 | 19:00 | Dominikana | 2:3   | Argentyna         | 25:21 | 23:25 | 17:25 | 25:20 | 13:15 | 1000   | Raport |

### Grupa B
Tabela
| Lp. | Drużyna           | Mecze | Mecze | Mecze | Pkt | Małe punkty | Małe punkty | Małe punkty | Sety | Sety | Sety  |
| Lp. | Drużyna           | M     | W     | P     | Pkt | zdob.       | str.        | ratio       | wyg. | prz. | ratio |
| --- | ----------------- | ----- | ----- | ----- | --- | ----------- | ----------- | ----------- | ---- | ---- | ----- |
| 1   | Stany Zjednoczone | 3     | 3     | 0     | 14  | 247         | 180         | 1.372       | 9    | 1    | 9.000 |
| 2   | Brazylia          | 3     | 2     | 1     | 11  | 240         | 194         | 1.237       | 7    | 3    | 2.333 |
| 3   | Meksyk            | 3     | 1     | 2     | 5   | 163         | 215         | 0.758       | 3    | 6    | 0.500 |
| 4   | Wenezuela         | 3     | 0     | 3     | 0   | 164         | 225         | 0.729       | 0    | 9    | 0.000 |

Źródło: NORCECA
Punktacja: 3:0 – 5 pkt, 3:1 – 4 pkt, 3:2 – 3 pkt, 2:3 – 2 pkt, 1:3 – 1 pkt, 0:3 – 0 pkt
Zasady ustalania kolejności: 1. liczba zwycięstw, 2. liczba punktów, 3. stosunek małych punktów, 4. stosunek setów, 5. bilans w bezpośrednich meczach
Wyniki spotkań
| Data  | Godz. | Drużyna 1         | Wynik | Drużyna 2         | 1     | 2     | 3     | 4     | 5 | Widzów | *      |
| ----- | ----- | ----------------- | ----- | ----------------- | ----- | ----- | ----- | ----- | - | ------ | ------ |
| 09.07 | 15:00 | Brazylia          | 3:0   | Meksyk            | 25:15 | 25:15 | 25:16 |       |   | 150    | Raport |
| 09.07 | 17:00 | Stany Zjednoczone | 3:0   | Wenezuela         | 25:17 | 25:19 | 25:12 |       |   | 200    | Raport |
| 10.07 | 15:00 | Stany Zjednoczone | 3:0   | Meksyk            | 25:8  | 25:16 | 25:18 |       |   | 75     | Raport |
| 10.07 | 17:00 | Brazylia          | 3:0   | Wenezuela         | 25:20 | 25:15 | 25:16 |       |   | 200    | Raport |
| 11.07 | 13:00 | Wenezuela         | 0:3   | Meksyk            | 21:25 | 21:25 | 23:25 |       |   | 50     | Raport |
| 11.07 | 17:00 | Brazylia          | 1:3   | Stany Zjednoczone | 25:22 | 23:25 | 20:25 | 22:25 |   | 300    | Raport |

## Faza pucharowa

### Mecze o miejsca 1-8
|  |              |              |              |    |                   |           |            |           |    |                   |       |       |       |
|  | Ćwierćfinały | Ćwierćfinały | Ćwierćfinały |    |                   | Półfinały | Półfinały  | Półfinały |    |                   | Finał | Finał | Finał |
|  | Ćwierćfinały | Ćwierćfinały | Ćwierćfinały |    |                   | Półfinały | Półfinały  | Półfinały |    |                   | Finał | Finał | Finał |
|  |              |              |              |    |                   |           |            |           |    |                   |       |       |       |
|  |              |              |              |    |                   |           |            |           |    |                   |       |       |       |
|  |              |              |              | B1 | Stany Zjednoczone | 3         |            |           |    |                   |       |       |       |
|  |              |              |              | B1 | Stany Zjednoczone | 3         |            |           |    |                   |       |       |       |
|  | A2           | Dominikana   | 3            |    |                   | A2        | Dominikana | 2         |    |                   |       |       |       |
|  | A2           | Dominikana   | 3            |    |                   | A2        | Dominikana | 2         |    |                   |       |       |       |
|  | B3           | Meksyk       | 0            |    |                   |           |            |           | B1 | Stany Zjednoczone | 3     |       |       |
|  | B3           | Meksyk       | 0            |    |                   |           |            |           | B1 | Stany Zjednoczone | 3     |       |       |
|  |              |              |              |    |                   | A1        | Argentyna  | 0         |    |                   |       |       |       |
|  |              |              |              |    |                   | A1        | Argentyna  | 0         |    |                   |       |       |       |
|  |              |              |              | A1 | Argentyna         | 3         |            |           |    |                   |       |       |       |
|  |              |              |              | A1 | Argentyna         | 3         |            |           |    |                   |       |       |       |
|  | B2           | Brazylia     | 3            |    |                   | B2        | Brazylia   | 0         |    |                   |       |       |       |
|  | B2           | Brazylia     | 3            |    |                   | B2        | Brazylia   | 0         |    |                   |       |       |       |
|  | A3           | Kanada       | 0            |    |                   |           |            |           |    |                   |       |       |       |
|  | A3           | Kanada       | 0            |    |                   |           |            |           |    |                   |       |       |       |

#### Ćwierćfinały
| Data  | Godz. | Drużyna 1  | Wynik | Drużyna 2 | 1     | 2     | 3     | 4     | 5 | Widzów | *      |
| ----- | ----- | ---------- | ----- | --------- | ----- | ----- | ----- | ----- | - | ------ | ------ |
| 12.07 | 17:00 | Brazylia   | 3:1   | Kanada    | 22:25 | 25:16 | 25:18 | 25:13 |   | 200    | Raport |
| 12.07 | 19.00 | Dominikana | 3:1   | Meksyk    | 23:25 | 25:19 | 25:21 | 30:28 |   | 800    | Raport |

#### Półfinały
| Data  | Godz. | Drużyna 1         | Wynik | Drużyna 2  | 1     | 2     | 3     | 4     | 5     | Widzów | *      |
| ----- | ----- | ----------------- | ----- | ---------- | ----- | ----- | ----- | ----- | ----- | ------ | ------ |
| 13.07 | 17:00 | Argentyna         | 3:2   | Brazylia   | 25:20 | 25:17 | 25:27 | 18:25 | 15:13 | 400    | Raport |
| 13.07 | 19.00 | Stany Zjednoczone | 3:2   | Dominikana | 25:21 | 23:25 | 25:22 | 25:27 | 15:12 | 800    | Raport |

#### Mecz o 3 miejsce
| Data  | Godz. | Drużyna 1  | Wynik | Drużyna 2 | 1     | 2     | 3     | 4     | 5     | Widzów | *      |
| ----- | ----- | ---------- | ----- | --------- | ----- | ----- | ----- | ----- | ----- | ------ | ------ |
| 14.07 | 17:00 | Dominikana | 3:2   | Brazylia  | 28:26 | 25:23 | 21:25 | 24:26 | 15:11 | 500    | Raport |

#### Finał
| Data  | Godz. | Drużyna 1 | Wynik | Drużyna 2         | 1     | 2     | 3     | 4 | 5 | Widzów | *      |
| ----- | ----- | --------- | ----- | ----------------- | ----- | ----- | ----- | - | - | ------ | ------ |
| 14.07 | 19:00 | Argentyna | 0:3   | Stany Zjednoczone | 27:29 | 20:25 | 11:25 |   |   | 400    | Raport |

### Mecze o miejsca 5-8
|  |               |                   |               |        |   |                   |                   |                   |
|  | Półfinały 5-8 | Półfinały 5-8     | Półfinały 5-8 |        |   | Mecz o 5. miejsce | Mecz o 5. miejsce | Mecz o 5. miejsce |
|  | Półfinały 5-8 | Półfinały 5-8     | Półfinały 5-8 |        |   | Mecz o 5. miejsce | Mecz o 5. miejsce | Mecz o 5. miejsce |
|  |               |                   |               |        |   |                   |                   |                   |
|  |               |                   |               |        |   |                   |                   |                   |
|  | A4            | Trynidad i Tobago | 0             |        |   |                   |                   |                   |
|  | A4            | Trynidad i Tobago | 0             |        |   |                   |                   |                   |
|  | B3            | Meksyk            | 3             |        |   |                   |                   |                   |
|  | B3            | Meksyk            | 3             |        |   | B3                | Meksyk            | 3                 |
|  |               |                   |               |        |   | B3                | Meksyk            | 3                 |
|  |               |                   | A3            | Kanada | 2 |                   |                   |                   |
|  | B4            | Wenezuela         | A3            | Kanada | 2 | 0                 |                   |                   |
|  | B4            | Wenezuela         |               |        |   |                   |                   |                   |
|  | A3            | Kanada            | 3             |        |   |                   |                   |                   |
|  | A3            | Kanada            | 3             |        |   |                   |                   |                   |
|  |               |                   |               |        |   |                   |                   |                   |

#### Półfinały 5-8
| Data  | Godz. | Drużyna 1         | Wynik | Drużyna 2 | 1     | 2     | 3     | 4 | 5 | Widzów | *      |
| ----- | ----- | ----------------- | ----- | --------- | ----- | ----- | ----- | - | - | ------ | ------ |
| 13.07 | 13:00 | Trynidad i Tobago | 0:3   | Meksyk    | 19:25 | 14:25 | 14:25 |   |   | 100    | Raport |
| 13.07 | 15.00 | Wenezuela         | 0:3   | Kanada    | 18:25 | 26:28 | 20:25 |   |   | 100    | Raport |

#### Mecz o 7 miejsce
| Data  | Godz. | Drużyna 1         | Wynik | Drużyna 2 | 1     | 2     | 3     | 4     | 5     | Widzów | *      |
| ----- | ----- | ----------------- | ----- | --------- | ----- | ----- | ----- | ----- | ----- | ------ | ------ |
| 14.07 | 13:00 | Trynidad i Tobago | 2:3   | Wenezuela | 25:27 | 18:25 | 20:25 | 27:25 | 13:15 | 100    | Raport |

#### Mecz o 5 miejsce
| Data  | Godz. | Drużyna 1 | Wynik | Drużyna 2 | 1     | 2     | 3     | 4     | 5     | Widzów | *      |
| ----- | ----- | --------- | ----- | --------- | ----- | ----- | ----- | ----- | ----- | ------ | ------ |
| 17.07 | 15:00 | Meksyk    | 3:2   | Kanada    | 25:17 | 22:25 | 25:22 | 18:25 | 15:13 | 300    | Raport |

## Klasyfikacja końcowa
| Miejsce | Reprezentacja     |
| ------- | ----------------- |
| złoto   | Stany Zjednoczone |
| srebro  | Argentyna         |
| brąz    | Dominikana        |
| 4       | Brazylia          |
| 5       | Meksyk            |
| 6       | Kanada            |
| 7       | Wenezuela         |
| 8       | Trynidad i Tobago |

## Nagrody indywidualne
| MVP           | Najlepszy punktujący | Najlepszy atakujący | Najlepszy blokujący | Najlepszy zagrywający | Najlepszy rozgrywający | Najlepszy przyjmujący | Najlepszy libero | Najlepszy broniący |
| ------------- | -------------------- | ------------------- | ------------------- | --------------------- | ---------------------- | --------------------- | ---------------- | ------------------ |
| Taylor Sander | José Miguel Cáceres  | Antonio Ciarelli    | Marc-Anthony Honoré | Elvis Contreras       | Pedro Rangel           | Elvis Contreras       | Edwin Peguero    | Dustin Watten      |